# Giuseppe Jappelli
Giuseppe Jappelli (né le 14 mai 1783 à Venise et mort le 8 mai 1852  dans la même ville) est un ingénieur et architecte néoclassique italien.

## Biographie
Giuseppe Jappelli fait ses études à l'Académie Clementine de Bologne.
En 1837 il voyage en France et en Grande-Bretagne, cette expérience lui ouvre une  carrière dans l'architecture du paysage.
Son ouvrage le plus connu est le Caffè Pedrocchi de Padoue.

## Œuvres

### Architecture
- Casa di forza, Padoue, Castello Carrarese, (1807)
- Décoration de la salle Municipale pour la cérémonie en honneur de Napoleon Bonaparte, Padoue, Palais Municipal (15 juin 1809)
- Décoration du salon du Palais de la Ragione, pour la visite de l'Empereur François Ier d'Autriche, Padoue, Palais de la Ragione  (20 décembre 1815)
- Ristructuration du Centro Termale Abano – Montirone, Abano Terme (Padoue) (1817-1825)
- Abattoir communal (désormais Istituto d’Arte P. Selvatico), Padoue (1819-1821)[1]
- Palais municipal, Piove di Sacco (Padoue) (1820-1821)
- Église paroissiale santa Margherita (détruite), Vigonza (Padoue) (1821)
- Oratorio e Giardino della Libera (Bonelli, puis Zambelli), Volta Brusegana, Padoue (terminé en 1821)
- Prisons (projet non réalisé), Padoue (après 1822)
- Agrandissement du siège del l'Université de Padoue (non réalisé), Padoue (1824)[2]
- Caffè Pedrocchi, Padoue (1826 - 1831 - 1842)
- Cimitero Nuovo (non réalisé), Padoue, S. Osvaldo (1826)
- Loggia Amulea (non réalisé), Padoue (1827-1831-1847-1848-1861)
- Villa Gera (Conegliano) (it) à Conegliano (Trevise) (1827)
- Décoration pour le sixième Centenario Antoniano, Padoue (1831)
- Villa Ca' Minotto à Rosà (Vicence) (1832)
- Villa de Manzoni ai Patt, Sedico (Belluno) (1835)
- Pedrocchino (agrandissement du Caffè Pedrocchi), Padoue (1837-1839)
- Agrandissement de villa Soranzo Conestabile de Scorzè (aile sud) (Venise) (1838),
- Maison et jardin Giacomini (Manfrin, désormais Romiati), Padoue (1839-1840)
- Restructuration du Teatro Verdi (Padoue), Padoue (1846-1847)

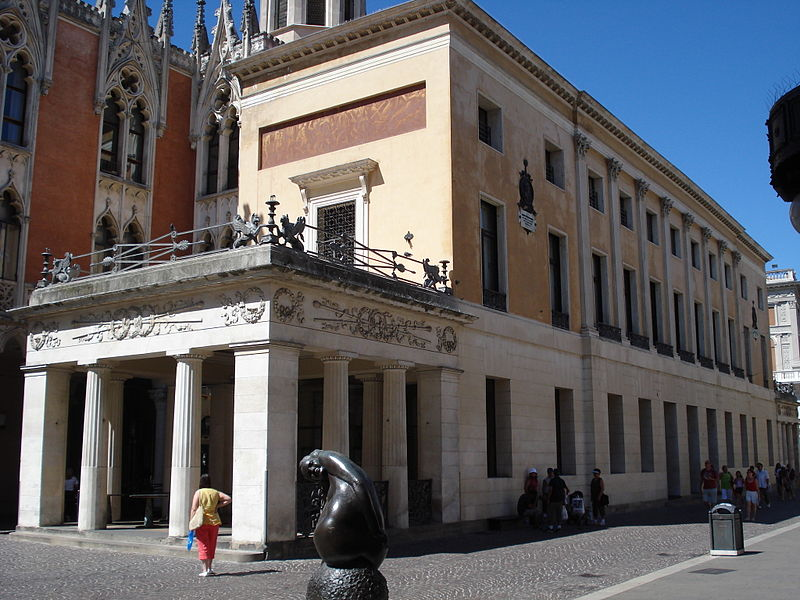
Café Pedrocchi

### Parcs et jardins
- Giardino Cittadella Vigodarzere (désormais Valmarana), Saonara (Padoue) (1816)
- Giardino Meneghini (Selvatico), Sant’Elena di Battaglia (Padoue) (1816)
- Oratorio e Giardino della Libera (Bonelli, puis Zambelli), Volta Brusegana, Padoue (achevé en 1821)
- Villa Gera, Conegliano (Trevise) (1827)
- Giardino Treves, Padoue (1829)
- Villa Ca' Minotto, Rosà (Vicence) (1832)
- Villa de Manzoni ai Patt, Sedico (Belluno) (1835)
- Giardino Trieste, Vaccarino, Piazzola sul Brenta (Padoue) (1835-1842)
- Giardino Giacomini Romiati, Padoue (1838)
- Villa Soranzo Conestabile, Scorzè (Venise) (1838)
- Giardino Sopranzi, Tradate (Varese) (1840)
- Giardini Pacchierotti, Padoue (1840)
- Giardino Polcastro Wollemborg, Loreggia (Padoue) (1840)
- Agrandissement du parc Villa Torlonia, Rome (1840)

## Source de la traduction
- (it) Cet article est partiellement ou en totalité issu de l’article de Wikipédia en italien intitulé « Giuseppe Jappelli » (voir la liste des auteurs).